# أوسكار مولر (لاعب هوكي الجليد)
أوسكار مولر (بالسويدية: Oscar Möller) (و. 1989  م) هو لاعب هوكي الجليد، من السويد، ولد في ستوكهولم، يلعب كمهاجم ‏.

## روابط خارجية
- أوسكار مولر على موقع دوري الهوكي الوطني (الإنجليزية)
- أوسكار مولر على موقع قاعة مشاهير الهوكي (لاعب أن.إتش.أل) (الإنجليزية)
- أوسكار مولر على موقع دوري الهوكي للقارات (الإنجليزية)
- أوسكار مولر على موقع EliteProspects.com (الإنجليزية)
- أوسكار مولر على موقع Eurohockey.com (الإنجليزية)
- أوسكار مولر على موقع HockeyDB.com (الإنجليزية)
- أوسكار مولر على موقع Hockey-Reference.com (الإنجليزية)
- أوسكار مولر على موقع أوليمبيديا (الإنجليزية)
- أوسكار مولر على موقع اللجنة الأولمبية السويدية (السويدية)